# 北美洲旗幟學協會
北美洲旗幟學協會（英語：North American Vexillological Association，缩写为NAVA）是北美洲的旗幟學團體，由美國旗幟學學家惠特尼·史密斯建立於1967年。該協會有超過1,100名會員，大部分成員來自美國及加拿大。

## 外部連結
- 官方网站